# 공민학
공민학(civics)은 정치학의 한 분야로, 사회에서 시민의 민권 및 정치적 권리와 의무에 대해 연구한다. 공민학(civics)이라는 용어는 라틴어 "civicus"에서 유래했으며, 이는 "시민과 관련된"이라는 의미를 가진다. 미국 정치에서 도시 계획의 맥락에서 공민학이라는 용어는 도시 시민들의 정치적 결정에 영향을 미치는 도시 정치를 포함한다.
시민 교육은 시민의 정치적 권리, 시민권, 법적 의무로 나타나는 이론적, 정치적, 실용적 측면을 연구하는 것이다. 시민 교육에는 민법, 민법전, 정부에 대한 연구가 포함되며, 특히 정부 운영 및 감독에서 시민의 정치적 역할에 특별한 주의를 기울인다.
또한, 고대 로마의 역사에서 '공민학'(civics)이라는 용어는 동료 시민의 목숨을 구한 로마인에게 수여된 참나무 잎으로 만든 화관인 코로나 키비카(Corona civica)를 의미하기도 한다.

## 철학적 관점

### 고대 스파르타

#### 아르키다모스
펠로폰네소스 전쟁사에서 투키디데스는 아르키다모스의 연설을 인용하며, 그가 스파르타의 인내심, 복종, 교활함, 소박함, 준비성 등 스파르타의 미덕을 위한 시민 교육의 중요성을 강조했음을 보여준다.
우리는 현명하다. 법을 경멸할 만큼 배운 것이 적고, 법에 불복종할 만큼 혹독한 자기 통제력을 가지고 교육받았으며, 쓸모없는 일에 너무 정통하지 않도록 양육되었다. 쓸모없는 일에는 이론적으로 적의 계획을 그럴듯하게 비판할 수 있지만 실제로는 똑같은 성공으로 그들을 공격하지 못하는 지식과 같은 것들이 있다. 우리는 적의 계획이 우리 자신의 계획과 다르지 않다고 생각하도록 가르침받았고, 기회의 변덕은 계산으로 결정할 수 없다고 생각하도록 가르침받았다. 실제로 우리는 항상 적에 대한 준비를 그의 계획이 좋다는 가정하에 기초한다. 사실, 그의 실수에 대한 믿음이 아니라 우리 준비의 견고함에 희망을 두는 것이 옳다. 우리는 인간과 인간 사이에 큰 차이가 있다고 믿어서는 안 되며, 가장 혹독한 학교에서 자란 사람에게 우월성이 있다고 생각해야 한다.

프랑스의 수필가 미셸 드 몽테뉴는 아르키다모스의 아들인 아게실라오스가 아버지의 방식을 충실히 따랐다고 칭찬했다.
어떤 사람이 이 목적을 위해 아게실라오스에게 물었다. 소년들이 배우기에 가장 적절하다고 생각하는 것이 무엇인가? 그는 "어른이 되었을 때 해야 할 일"이라고 말했다.

#### 시모니데스
플루타르코스는 시모니데스가 스파르타 시민 교육과 말 사육을 비교한 것을 언급한다.
시모니데스는 스파르타를 "사람을 길들이는 자"라고 불렀다. 조기 교육의 엄격함으로 인해 다른 어떤 나라보다도 시민들이 법에 순종하도록 훈련시켰고, 망아지 때 길들여진 말처럼 다루기 쉽고 복종에 인내심을 갖게 만들었기 때문이다.

#### 리쿠르고스
로마의 역사가 플루타르코스에 따르면, 반전설적인 스파르타의 리쿠르고스는 시민 교육을 스파르타 헌법의 제정자로서 자신의 주요 우선순위로 간주했다. 플루타르코스는 '[스파르타] 교육의 전 과정은 지속적인 준비된 완벽한 복종 훈련이었다'고 관찰하며 '임무를 상기시키고 태만했을 경우 처벌하는 사람이 항상 존재하는 시간이나 장소가 거의 없었다'고 덧붙였다.

그는 또한 스파르타인들이 젊은이들에 대한 사회 통제를 유지하기 위해 시민 교육을 제한하는 방식을 설명한다.
읽고 쓰기는 그들에게 필요한 만큼만 가르쳤다. 그들의 주된 관심은 그들을 좋은 신민으로 만들고 고통을 견디고 전투에서 승리하는 것을 가르치는 것이었다.

그러나 젊은이들은 강하고 간결하게 자신을 표현해야 했으며, 누가 스파르타의 좋은 시민인지 아닌지와 같은 시민적 미덕에 대한 문제에 대해 생각하고 성찰해야 했다. 몽테뉴는 나중에 이 특정 교육 기술을 칭찬하며, 스파르타 시민들이 용기와 절제와 같은 미덕을 배우는 데 시간을 보내고 다른 주제를 공부하는 것을 제외하는 방식을 존경했다. 스파르타 소년들은 또한 용기를 찬양하고 비겁함을 비난하는 음악과 노래를 배웠다.
본질적으로 스파르타 시민 교육의 이상은 완벽한 애국심으로 시민의 이익이 국가의 이익과 완전히 결합되는 과정이었다. '결론적으로, 리쿠르고스는 시민들이 혼자서는 살 수 없도록 키웠다. 그들은 공공선과 하나가 되어야 했고, 지휘관 주위에 벌처럼 모여 열정과 공공 정신으로 스스로를 벗어나 완전히 조국에 헌신해야 했다.
강인함과 무술 능력을 위한 시민 교육은 스파르타 남성의 전유물만이 아니었다. 플루타르코스는 리쿠르고스가 국가를 위한 건강한 아이들을 만들기 위해 '처녀들에게 레슬링, 달리기, 원반 던지기, 창 던지기 연습을 하도록 명령했다'고 기록한다.

### 고대 아테네

#### 페리클레스
페리클레스의 장례식 연설은 스파르타와는 극명하게 대조되는 아테네의 시민 교육 형태, 즉 맹목적인 복종이 아닌 개인의 자유를 위한 교육에 대한 통찰을 제공하며, 그는 아테네를 '헬라스의 학교'라고 자랑스럽게 말한다.
교육에 있어서, 우리의 경쟁자들은 아주 어릴 때부터 고통스러운 훈련을 통해 남성다움을 추구하는 반면, 아테네에서는 우리는 원하는 대로 정확히 살지만, 여전히 합법적인 모든 위험에 맞설 준비가 되어 있다.

 그러나 영국의 철학자 토머스 홉스는 아테네인들이 개혁을 추구하는 것을 막기 위해 개인의 자유를 가지고 있다고 생각하도록 가르침받았다고 믿었다.

#### 크리톤
소크라테스 대화편 크리톤에서 크리톤은 소크라테스로부터 다수의 의견보다는 전문가의 의견을 따르는 시민 교육의 중요성을 배운다. 소크라테스는 체육 훈련을 하는 체육선수의 비유를 사용하는데, 그는 그가 체육에 대해 대다수의 사람들이 생각하는 것이 아니라 체육 트레이너를 따라야 한다고 암시한다. 크리톤은 또한 소크라테스의 주장, 즉 시민은 자신의 도시가 시민 자격을 위해 자신을 교육했기 때문에 부분적으로 자신의 도시의 법에 복종해야 한다는 주장을 듣는다.

#### 아이스킬로스
아리스토파네스 희극 개구리에서 극작가 아이스킬로스는 동료 비극작가 에우리피데스를 올바른 시민의 이상에 해로운 장면을 쓴 것에 대해 꾸짖는다.
그가 저지르지 않은 죄가 무엇인가?

그는 신성한 신전에서

매춘부와 출산하는 여성들을

자기 형제와 성관계하는 장면을 전시하고

사는 것이 삶이 아니라고 주장하지 않았는가? 그래서 이제

그 때문에 우리 도시에는

관료주의적 유형과

항상 우리 백성을 속이는 어리석은 민주주의 원숭이들로

가득 차 있다.

아무도 횃불을 이어가지 않는다—

요즘은 아무도 그것을 훈련받지 않는다.

그는 논쟁 중에 시가 시민 교육에 중요하다는 것을 강조한다. 
어린 아이들에게는 그들을 돕는 교사가 있고,

젊은이들에게는 시인이 있다—우리는

유용한 것을 말할 엄숙한 의무가 있다.

유사하게, 플루타르코스는 나중에 시인 탈레스의 힘에 대해 말하며, 영국의 시인 존 밀턴의 말에 따르면, '스파르타의 뻣뻣함을 그의 부드러운 노래와 오드로 준비하고 부드럽게 하여 그들 사이에 법과 시민성을 더 잘 심었다'. 플루타르코스는 또한 스파르타 헌법의 제정자인 스파르타의 리쿠르고스에게 호메로스의 '국가 교훈'이 깊은 영향을 미쳤다고 말했다.

#### 아드라투스
에우리피데스 비극 탄원하는 여인들에서 아르고스의 아드라투스 왕은 히포메돈이 어떻게 인내, 무술 기술, 국가 봉사를 위한 시민 교육을 받았는지 묘사한다.
또 다른 사람은 이 무리 중 세 번째인 히포메돈이었다. 아주 어릴 때부터 그는 무사들의 유혹으로 향하는 것을 삼가고, 편안한 삶을 살지 않았다. 그의 집은 들판에 있었고, 그는 기꺼이 남성다움을 위해 어려움을 겪도록 본성을 훈련시켰으며, 사냥을 서둘렀고, 그의 말이나 활을 팽팽하게 당기는 것을 기뻐했다. 그는 자신을 국가에 유용하게 만들고 싶었기 때문이다.

아드라투스는 또한 파르테노페우스가 자신의 입양된 도시에서 시민 자격을 위한 교육을 어떻게 받았는지 묘사한다.
다음으로 사냥꾼 아탈란테의 아들인 파르테노페우스를 보라. 그는 비할 데 없는 아름다움을 가진 젊은이였다. 그는 아르카디아에서 이나코스 강까지 왔고, 아르고스에서 어린 시절을 보냈다. 거기서 그는 성인이 되었을 때, 다른 땅에 정착한 낯선 사람의 의무대로, 먼저 국가에 대해 억울함이나 질투심을 보이지 않았고, 시민이나 낯선 사람에게 가장 성가신 원인인 논쟁가가 되지 않았지만, 군대 가운데 자리를 잡고, 마치 아르고스의 아들인 것처럼 아르고스를 위해 싸웠다. 도시가 번성했을 때 마음이 기뻤고, 역경이 닥쳤을 때 깊이 슬퍼했다. 남자와 여자들 사이에서 많은 연인이 있었지만, 그는 기분을 상하게 하지 않도록 조심했다.

### 고대 로마

#### 아우렐리우스
그의 명상록에서 마르쿠스 아우렐리우스는 시민으로서 자유로운 말을 중요하게 여기고, 수사와 훈계 강연을 삼가며, 폭정의 결함을 인식하도록 교육받았음을 이야기한다. 그의 형제로부터 로마 국가에 대한 특정 이상을 흡수했다.
또한 정의와 평등으로 다스려지는 평등한 공화국에 대한 최초의 생각과 욕구를 심어준 것은 그였다. 그리고 신민의 이익과 복지 외에는 아무것도 중요하게 여기지 않는 왕국에 대한 생각과 욕구도 마찬가지였다.

 그는 또한 입양된 아버지 안토니누스 피우스의 모범을 따랐다고 말하며, 그는 정부 행정 및 재정을 신중하게 감시했고, 공공선을 위해 아이디어를 듣는 데 개방적이었으며, 야망이나 대중의 뜻에 영합하는 것을 신경 쓰지 않았다고 말했다.
다시 말하지만, 비밀은 많지도 않았고 자주 있지도 않았으며, 단지 공공 문제와 관련된 것들뿐이었다. 그의 재량과 절제는 사람들의 즐거움과 오락을 위해 대중적인 광경과 쇼를 전시하는 데 있었다. 공공 건물에 있어서. [sic] 보조금 등등. 이 모든 일에 있어서, 사람들을 단지 사람으로서, 그리고 사물 자체의 공정성에 대해 존중했으며, 뒤따를 영광에 대해서는 존중하지 않았다.

 아우렐리우스는 또한 아버지로부터 겸손함으로 제어되는 공적인 인물로 사는 법을 배웠다.
나는 나의 주인이자 아버지의 통치하에 살았는데, 그는 나에게 모든 자만과 허영심을 빼앗고, 왕자가 경호대와 추종자들, 특별한 의복, 그러한 횃불과 조상, 그리고 다른 비슷한 국가와 장엄함의 세부 사항 없이 법정에서 사는 것이 불가능하지 않다는 생각과 의견으로 나를 이끌었다. 그러나 사람은 거의 사적인 사람의 상태로 자신을 축소하고 축약할 수 있으며, 그럼에도 불구하고 필요한 권력과 권위가 필요한 공공 문제와 일에서 더 비열하고 태만해지지 않는다.

### 근대 초기 잉글랜드

#### 홉스
그의 논문 리바이어던에서 영국의 철학자 토머스 홉스는 현대 시민 교육에서 아테네 민주주의와 로마 공화주의 연구를 강조하는 것을 강하게 비판하며, 그것이 군주제 신민들이 그들의 군주의 행동을 제한하도록 잘못 격려했다고 말했다. 그는 고전 작품에서 민주주의 가치를 흡수한 시민들은 광견병에 걸린 개가 물을 피하는 방식으로 군주제에 반대할 가능성이 높다고 생각했다. 홉스는 아리스토텔레스의 시민 교육에 대해 깊이 불편해했는데, 그는 그것이 군주제 통치 대신 대중 통치를 권장했다고 말했다.

#### 베이컨
영국의 철학자 프랜시스 베이컨은 시민 교육이 그가 '시민적 공로'라고 부른 것과 관련이 있음을 알고 있었다. 그러나 그의 에세이 학문의 진보에서 베이컨은 정책을 판단하는 사람들이 도덕적 상대주의의 영향을 받지 않도록 시민 교육에 앞서 종교 및 도덕 교육이 이루어져야 한다고 주장한다.

## 시민 교육에 대한 추가적인 생각
서드베리 학교들은 가치, 사회 정의, 민주주의가 경험을 통해 배워야 한다고 주장한다. 아리스토텔레스가 말했듯이: "우리가 그것들을 할 수 있기 전에 배워야 할 것들은 그것들을 함으로써 배운다." 그들은 이 목적을 위해 학교들이 윤리적 행동과 개인적 책임을 장려해야 한다고 주장한다. 이러한 목표를 달성하기 위해 학교들은 학생들에게 선택의 자유, 행동의 자유, 행동 결과에 대한 책임을 포함하는 개인적 책임을 구성하는 세 가지 큰 자유를 허용해야 한다. 민주학교에 대한 "가장 강력한 정치적 근거"는 그들이 "미래의 시민 자격을 위해 민주적 심의의 미덕을 가르친다는 것"이다. 이러한 유형의 교육은 종종 심의 민주주의 문헌에서 그룹 의사 결정, 협상 및 중대한 사회 생활에 대한 집중적인 참여를 포함하는 민주주의를 발전시키는 데 필요한 필수적이고 근본적인 사회 및 제도적 변화를 충족시키는 것으로 언급된다.

## 같이 보기
- 미국의 시민 교육
- 문화 변용
- 일반사회
- 시민 참여
- 공동체
- 예의
- 세계 공민
- 세계시민교육
- 시민의 역사
- 법과 질서
- 정치학
- 공공장소
- 사회화
- 투표
- 탄자니아의 시민 교육